# Torres de vigilancia costera en España

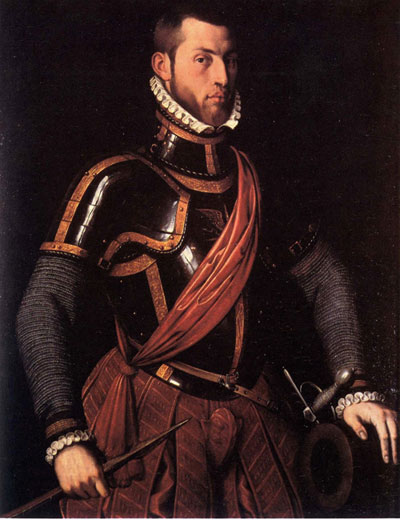
Vespasiano Gonzaga.

Las torres de vigilancia costera son una serie de torres vigía construidas en el siglo XVI en las costas del sur de España para defenderlas de los ataques de los piratas berberiscos. En la vertiente mediterránea, se sitúan principalmente en la provincia de Alicante, en la Región de Murcia y en las provincias de Almería, Granada y Málaga; y en la vertiente atlántica andaluza, en las provincias de Cádiz y Huelva. Algunas de ellas tienen su origen en construcciones anteriores, especialmente nazaríes. En siglos posteriores se construyeron algunas torres más de refuerzo, así como algunas torres interiores para comunicar la costa con las principales ciudades del interior. La mayoría de estas torres estuvo en uso hasta el siglo XIX.

## Primeras torres
Desde el asentamiento turco en Argel en 1516, toda la costa del Mediterráneo español se encontraba amenazada por los ataques de los piratas berberiscos que desembarcaban en la costa y asolaban y saqueaban ciudades y asentamientos rurales. El rey Carlos I de España fue quien ideó un sistema defensivo basado en la construcción de torres de vigilancia por toda la costa mediterránea. Así en 1526, el Concejo de Murcia había levantado una torre denominada de La Encañizada en la zona norte de La Manga del Mar Menor, en 1539 el Concejo de Lorca había levantado la Torre de Cope y en 1554 el Concejo de Cartagena la de Cabo de Palos. Sin embargo, el grueso de las torres vigía, se construyeron bajo reinado de su hijo Felipe II.

### Torres de vigilancia en la Región de Murcia

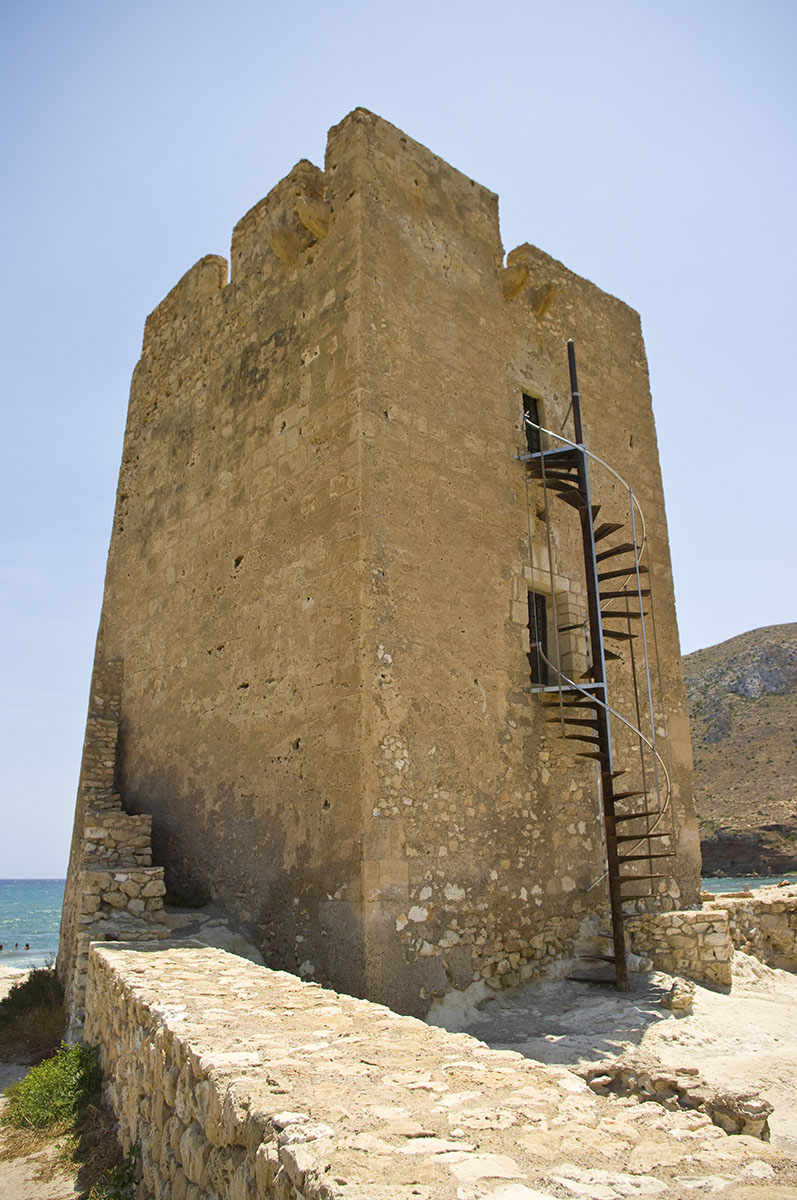
Torre de Cope (Águilas).

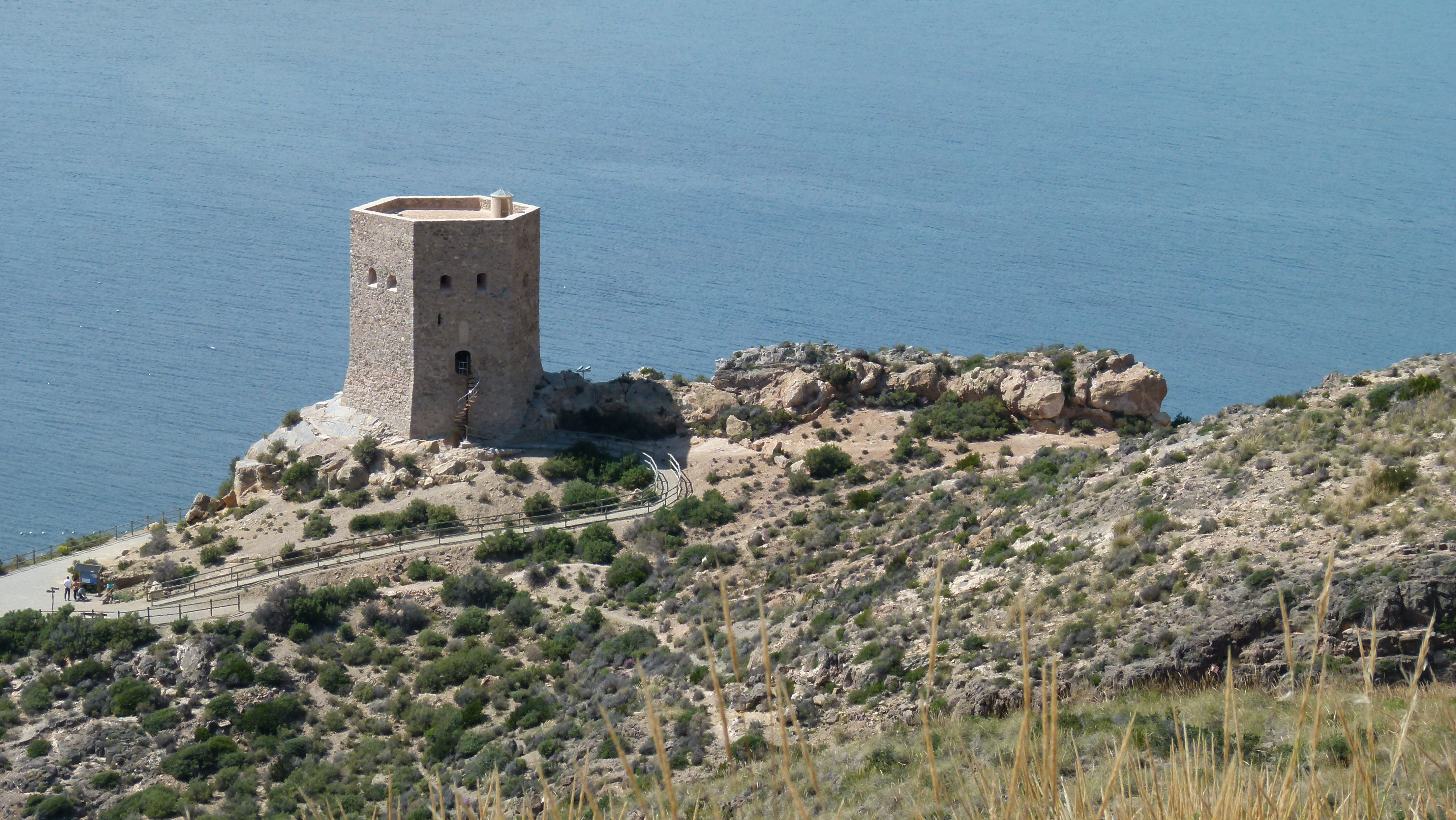
Torre de Santa Elena en La Azohía.

Comenzando por el Oeste sobre el Mar Mediterráneo nos encontramos con:
- Torre de Águilas o de San Juan. Situada sobre la actual población de Águilas y realizada en 1579. Destruida por un terremoto y por los ataques berberiscos, sobre sus ruinas se edificó en el siglo XVIII el actual castillo de San Juan de las Águilas.
- Torre de Cope denominada del Santo Cristo. En Cabo Cope, en el municipio de Águilas. Restaurada.
- Torre Vieja del Puerto o de Santa Isabel en el Puerto de Mazarrón. De planta circular. Se conserva íntegra.
- Torre de Santa Elena en La Azohía en el municipio de Cartagena. Planta hexagonal. Restaurada entre 1989 y 1990.[1]
- Torre de Navidad, a la entrada del puerto de Cartagena, sobre el actual Fuerte de Navidad del siglo XIX. Planta hexagonal. En estado ruinoso aunque hay previsto un proyecto de restauración.
- Torre de Portmán, llamada de San Gil y construida en 1596. Planta circular. Desaparecida. Municipio de La Unión
- Torre de Cabo de Palos, llamada de San Antonio. De planta hexagonal y construida en 1578. Desaparecida. Parte de sus sillares se utilizaron en la construcción del actual faro de Cabo de Palos en 1862.
- Torre del Estacio o de San Miguel. Terminada en 1601 y de planta circular, se situaba sobre una gola de comunicación entre el Mar Mediterráneo y el Mar Menor, en La Manga del Mar Menor (Municipio de San Javier). Derribada en 1861 para la construcción de un faro.
- Torre de la encañizada. Situada como la anterior en una gola de comunicación entre el Mediterráneo y el Mar Menor, protegía una de las encañizadas del Mar Menor. Se localizaba en el municipio de San Javier. Planta circular. Desaparecida.
- Torre del Pinatar, situada en la playa de la Torre Derribada en el municipio de San Pedro del Pinatar. Construida en 1602, desaparecida.[2]

En el litoral del Mar Menor:
- Torre del Rame. Una de las más antiguas, pues está datada desde el siglo XIII. De planta cuadrada y forma prismática decreciente en altura. Se encuentra situada en el municipio de Los Alcázares. Se conserva en relativo buen estado.
- Torre del Negro de 1585. De forma similar a la anterior, se sitúa en la cercanía de Los Urrutias, en el Municipio de Cartagena. Se conserva.

## Segunda campaña

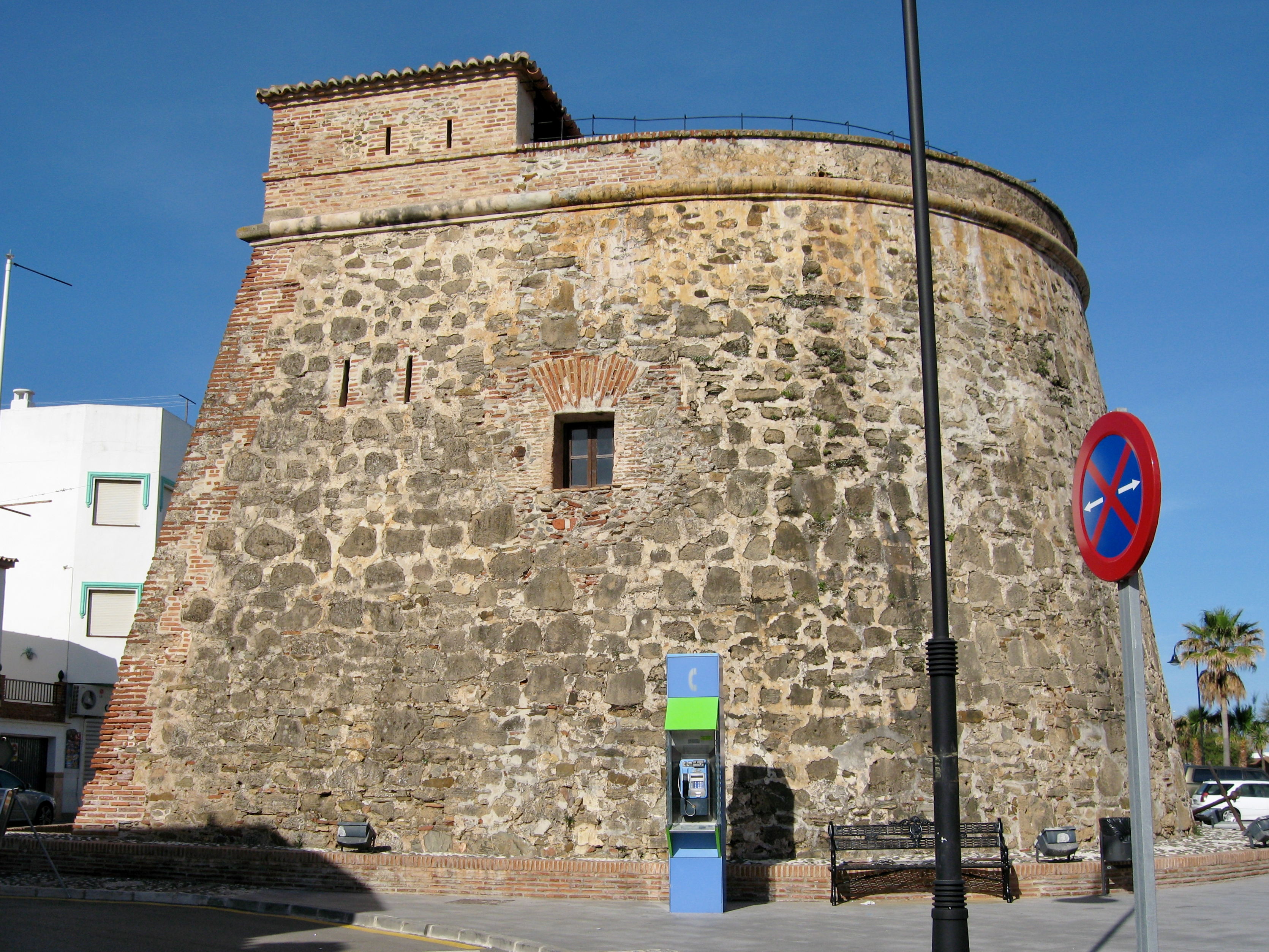
Torre Batería de La Cala del Moral (Mijas).

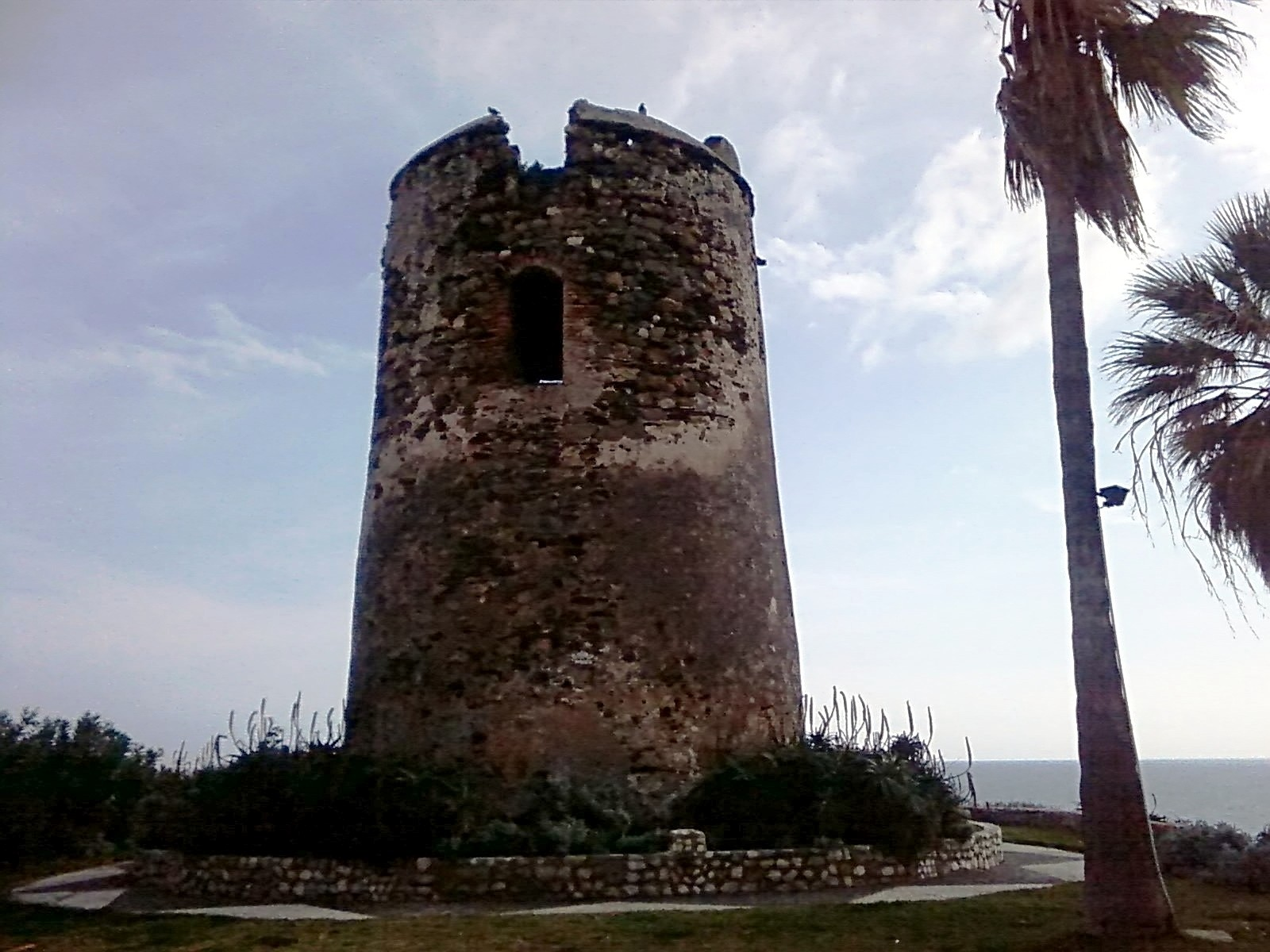
Torre del Muelle (Benalmádena).

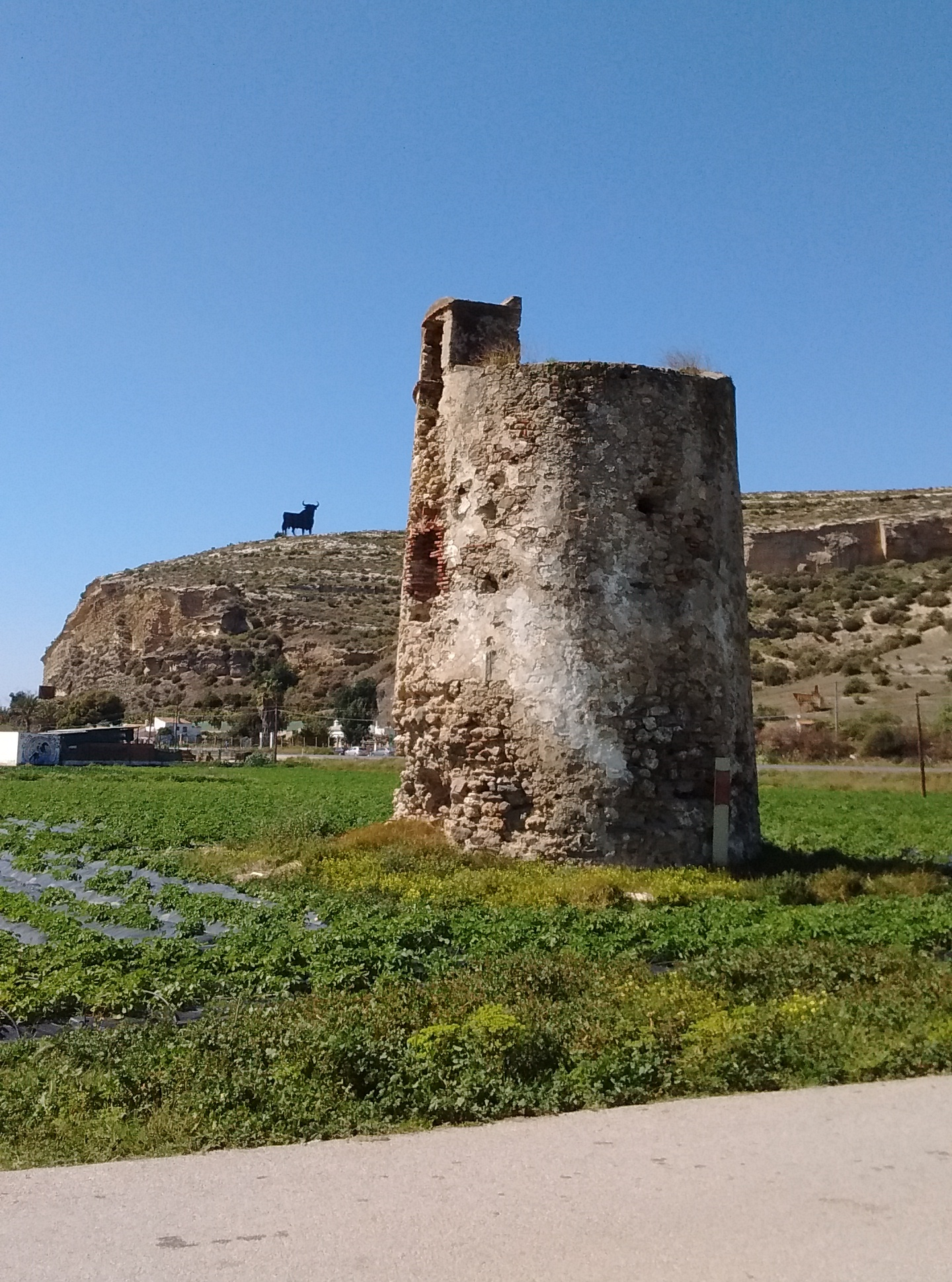
Torre de Manganeta en Almayate (Vélez-Málaga).

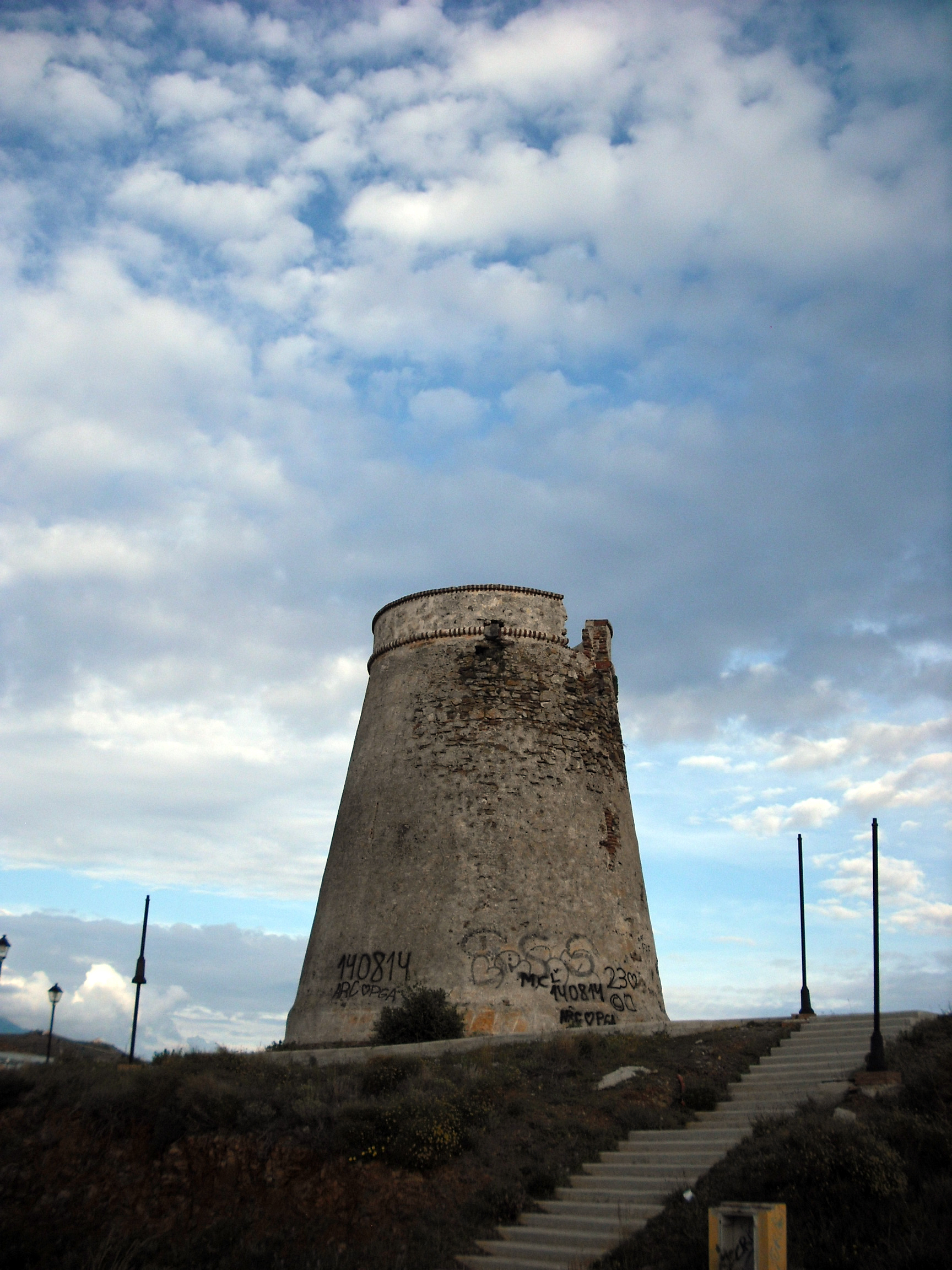
Torre de Lagos en Lagos (Vélez-Málaga).

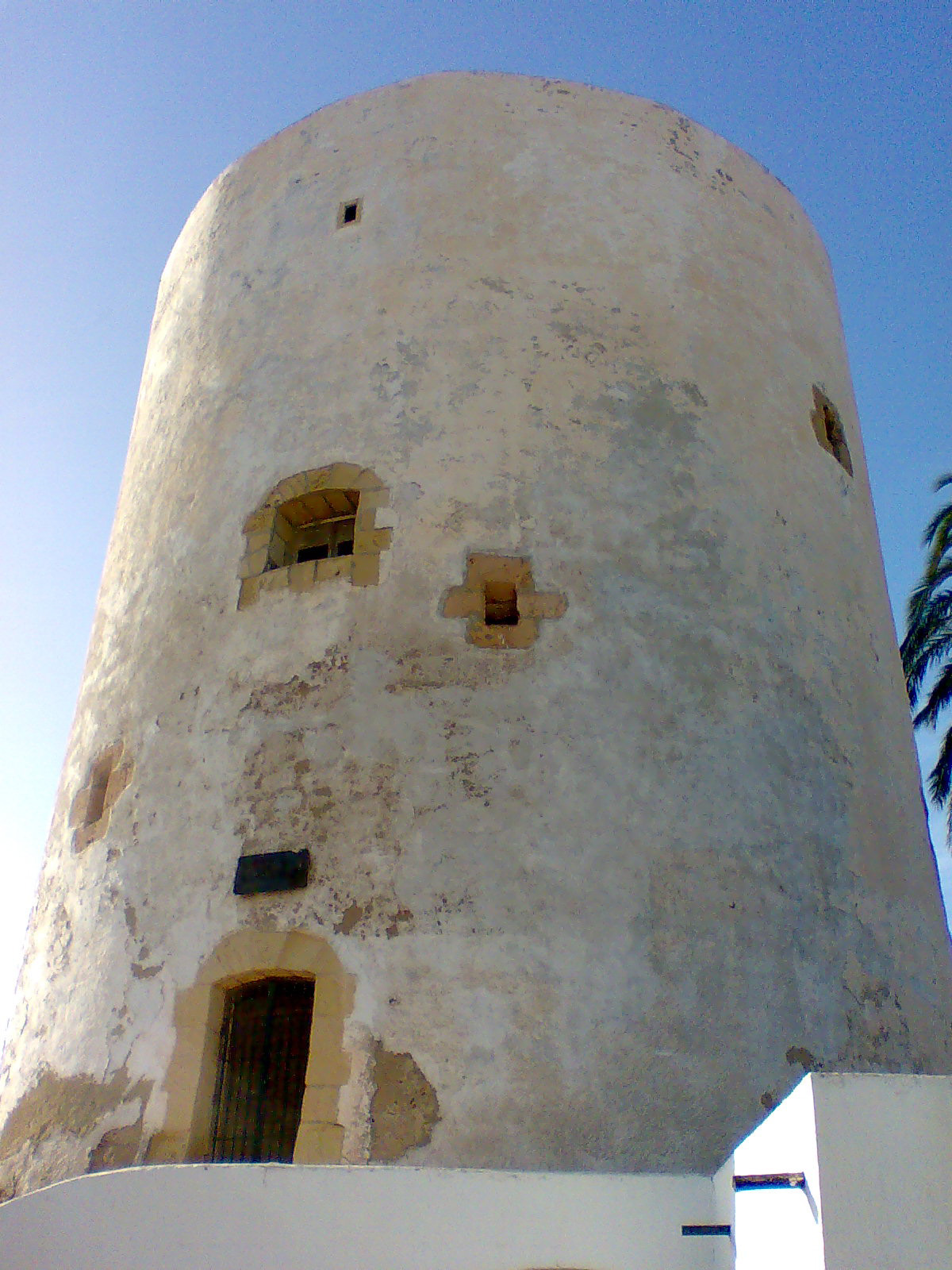
Torre de Cabo Roig (Orihuela).

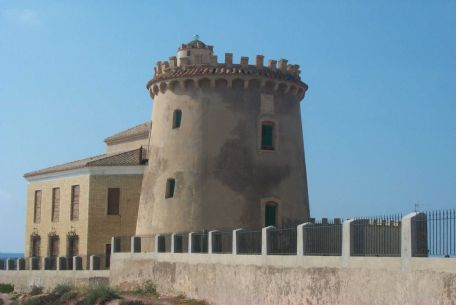
Torre de la Horadada (Alicante).

### Vertiente mediterránea
En 1568, el Rey Felipe II encargó a Vespasiano I Gonzaga la inspección y proyecto de construcción de las fortificaciones del puerto de la ciudad de Cartagena, de la costa del Reino de Valencia y los puertos africanos de Orán y Mazalquivir. En este viaje, Vespasiano Gonzaga fue acompañado del prestigioso ingeniero militar Juan Bautista Antonelli.

#### Torres de vigilancia en la provincia de Alicante
- Torre de la Horadada en Pilar de la Horadada.
- Torre de Cabo Roig en Orihuela.
- Torre Vieja en Torrevieja. Sólo se conservan los cimientos.
- Torre del Torrejón en Torrevieja.
- Torre del Moro en Torrevieja.
- Torre de la Mata en Torrevieja.
- Torre de El Pinet en Santa Pola.
- Torre del Carabassí en Santa Pola.
- Torre de Tamarit en Santa Pola.
- Torre de Escaletes en Santa Pola.
- Torre Atalayola en Santa Pola.
- Torre de San Jose  en la Isla de Tabarca de Santa Pola.
- Torre de Agua Amarga en Alicante.
- Torre de l'Alcodre en Alicante.
- Torre de la Isleta en El Campello.
- Torre de Barranco de Aguas (Torre de Aguas) en El Campello.
- Torre del Xarco en Villajoyosa.
- Torre del Aguiló en Villajoyosa.
- Torre de les Caletes en Benidorm.
- Torre de la bombarda en Alfaz del Pi.
- Torre de Bellaguarda en Altea.
- Torre de la Galera en Altea.
- Torre del Castellet en Calpe.
- Torre del Cap d'Or en Teulada,Moraira
- Torre del Ambolo en Javea.
- Torre del Gerro en Denia.

#### Torres de vigilancia en la provincia de Granada
- Torre de Cautor en La Mamola.
- Torre Vigía en La Rábita.
- Torre la Batería o Fortín de Castillo de Baños.
- Torre del Puntalón en Melicena.
- Torre de Melicena.
- Torre del Zambullón en Calahonda.
- Torre de la Atalaya en Torrenueva.
- Torre Vigía en la Rijana.
- Torre de Cambriles en Castell de Ferro.
- Torre de la Estancia en Castell de Ferro.
- Torre del Cambrón en Salobreña.
- Torre de Enmedio en Almuñécar.
- Torre de Velilla en Almuñécar.
- Torre del Diablo en Almuñécar.
- Torreón de Taramay en Almuñécar.

#### Torres de vigilancia en la provincia de Málaga
- Torre de la Chullera en Manilva
- Torre Salto de la Mora en Casares
- Torre de Arroyo Vaquero en Estepona
- Torre de Sala Vieja en Estepona
- Torre del Padrón en Estepona
- Torre de Velerín en Estepona
- Torre de Guadalmansa en Estepona
- Torre del Saladillo en Estepona
- Torre de Baños en Estepona
- Torre de las Bóvedas en Marbella.
- Torre del Duque en Marbella.
- Torre Ancón en Marbella.
- Torre Río Real en Marbella.
- Torre Lance de las Cañas en Marbella.
- Torre Ladrones en Marbella.
- Torre de Calahonda en Mijas.
- Torre Nueva de La Cala del Moral en Mijas.
- Torre Batería de La Cala del Moral en Mijas.
- Torre de Calaburras en Mijas.
- Torre Blanca en Fuengirola.
- Torre del Muelle en Benalmádena.
- Torre Quebrada en Benalmádena.
- Torre Bermeja en Benalmádena.
- Torre Molinos, en Torremolinos.
- Torre de Las Palomas en Málaga.
- Torre del Cantal en Rincón de la Victoria.
- Torre de Benagalbón en Rincón de la Victoria.
- Torre de Chilches en Vélez-Málaga.
- Torre Moya en Vélez-Málaga.
- Torre del Jaral en Vélez-Málaga.
- Torre de Manganeta en Vélez-Málaga.
- Torre Ladeada en Algarrobo.
- Torre Derecha en Algarrobo.
- Torre de Lagos en Vélez-Málaga.
- Torre Güi en Torrox.
- Torre de Calaceite en Torrox.
- Torre de Macaca en Nerja.
- Torrecilla en Nerja.
- Torre de Maro en Nerja.
- Torre del Río de la Miel en Nerja.
- Torre del Pino en Nerja.
- Torre Caleta en Nerja.

#### Torres de vigilancia de Gibraltar
- Torre del Diablo.
- Torre de los Genoveses.
- Torre del Hacho.

#### Torres de vigilancia de la provincia de Cádiz

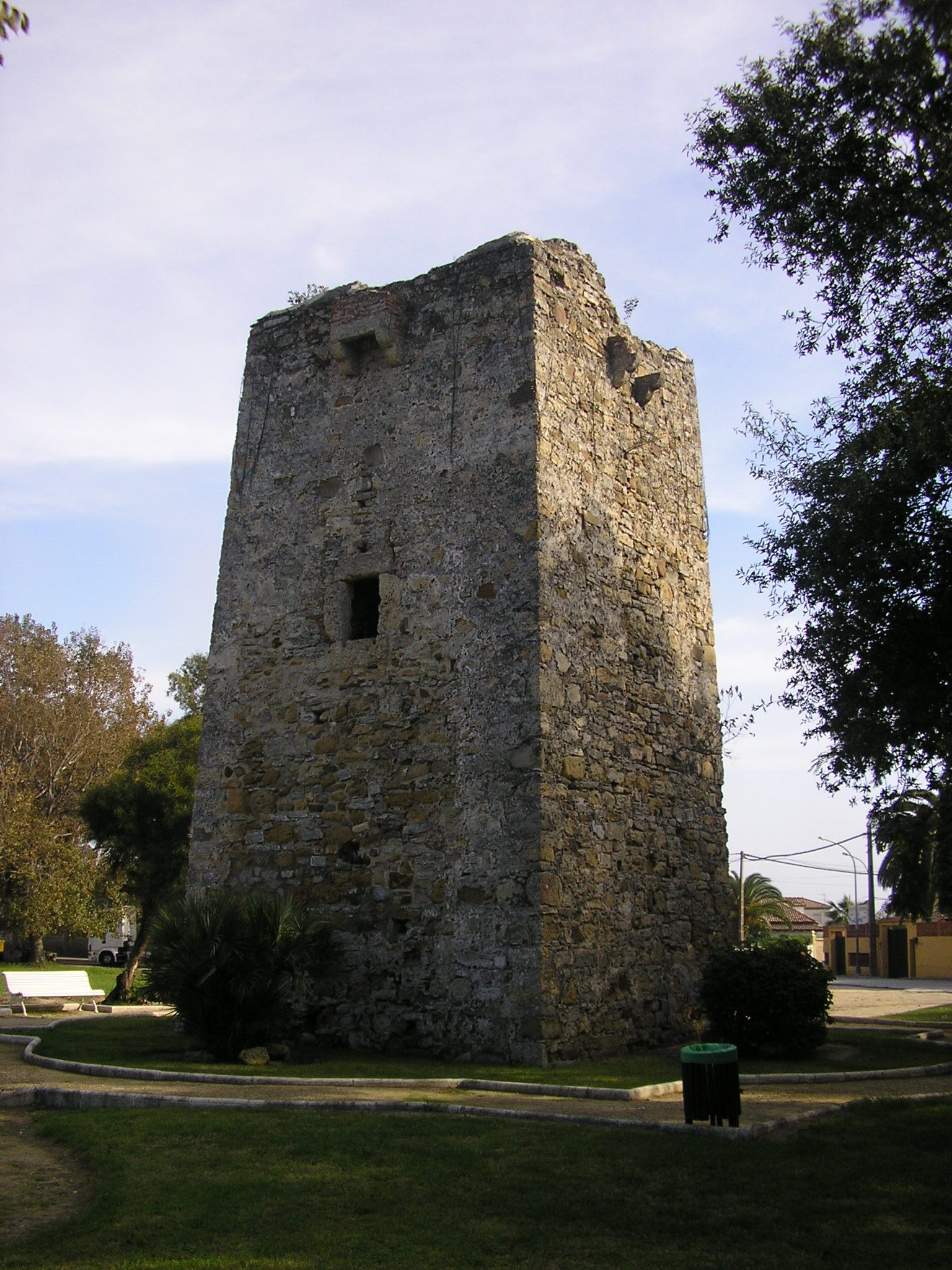
Torre de Entrerríos en Los Barrios.

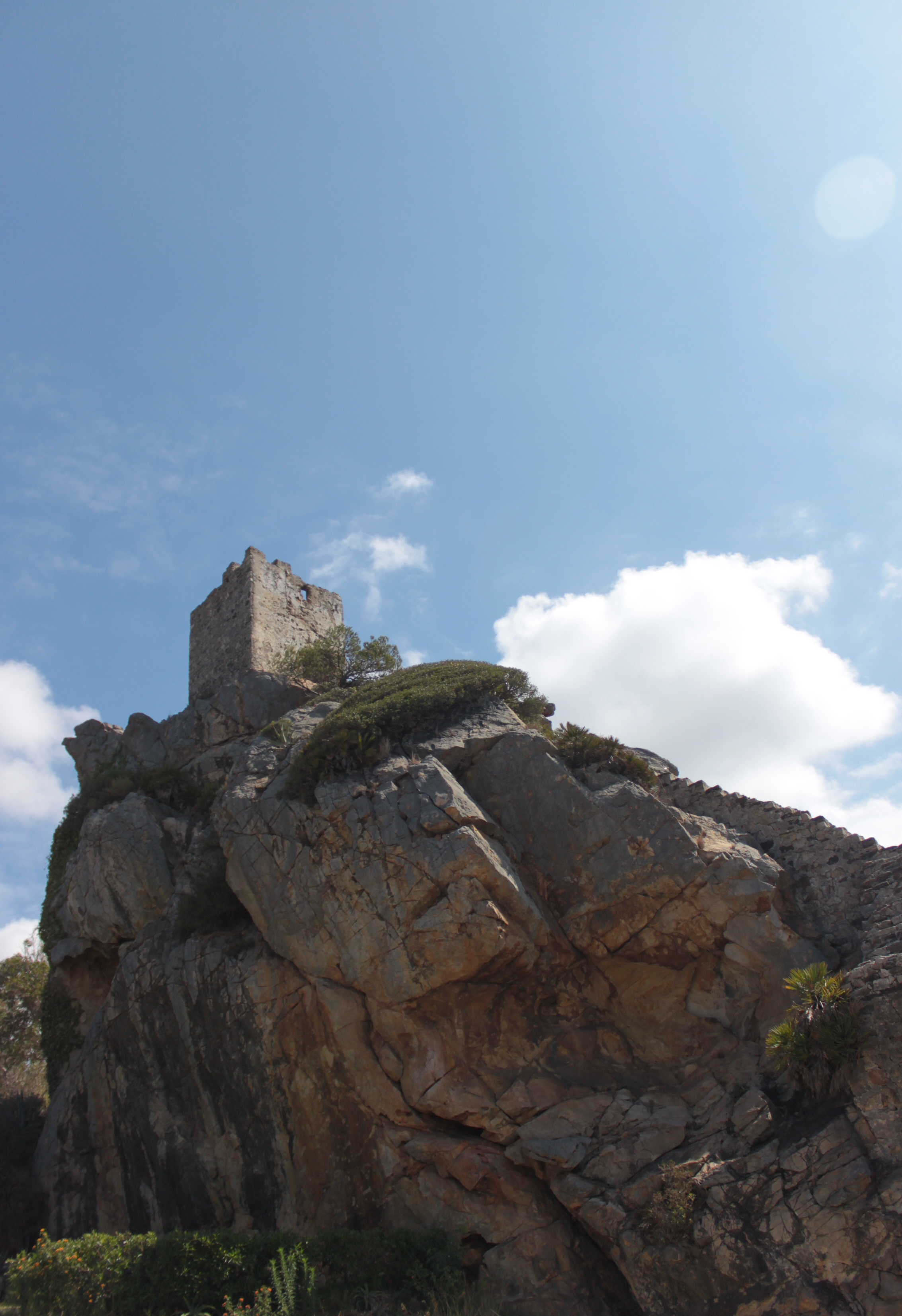
Torre de la Peña en Tarifa.

- Torre Nueva de Guadiaro en San Roque.
- Torre Quebrada de Guadiaro en San Roque.
- Torre Nueva en La Línea de la Concepción.
- Torre de Sierra Carbonera en La Línea de la Concepción.
- Torre Carbonera en San Roque.
- Torre del Rocadillo en Carteia (San Roque).
- Torre de Entrerríos en Los Barrios.
- Torre de los Adalides en Algeciras.
- Torre del Almirante en Algeciras.
- Torre de Don Rodrigo en Algeciras.
- Torre de San García en Algeciras.
- Torre de Punta Carnero en Algeciras.
- Torre del Fraile en Algeciras.
- Torre de Guadalmesí en Tarifa.
- Torre de la Isla de las Palomas en Tarifa.

### Vertiente atlántica
En el mismo siglo XVI, Felipe II encargó a su comisionado real Luis Bravo de Laguna un proyecto de fortificación de las costas occidentales de Andalucía, desde el Estrecho de Gibraltar hasta Ayamonte.

#### Torres de vigilancia de la provincia de Cádiz
- Torre de la Peña en Tarifa.
- Torre de Punta Paloma en Tarifa. Actualmente desaparecida.
- Torre de Cabo de Gracia en Tarifa.
- Torre de Cabo de Plata en Tarifa.
- Torre del Tajo en Barbate.
- Torre de Meca en Barbate.
- Torre de Trafalgar en Barbate.
- Torre Nueva en El Palmar (Vejer de la Frontera).
- Torre de Castilnovo en Conil de la Frontera.
- Torre Atalaya en Conil de la Frontera.
- Torre de Roche en Conil de la Frontera.
- Torre del Puerco en Chiclana de la Frontera.
- Torre Bermeja en Chiclana de la Frontera.
- Torre de Sancti Petri en San Fernando.
- Torre Alta en San Fernando.
- Torregorda en San Fernando.
- Torre de San Sebastián en Cádiz.
- Torre de Santa Catalina en El Puerto de Santa María.
- Torre de Almadraba en Rota.

#### Torres de vigilancia de la provincia de Huelva
- Torre de la Higuera en Matalascañas (Almonte).[5]
- Torre Carbonero en Playa de Castilla (Almonte).[5]
- Torre San Jacinto en Playa de Castilla (Almonte).[6]
- Torre Zalabar en Playa de Castilla (Almonte).
- Torre del Asperillo en Almonte.
- Torre del Río de Oro en Playa de Torre del Loro (Palos de la Frontera y Almonte).[7][8][5]
- Torre de la Arenilla en Palos de la Frontera.
- Torre Umbría en Punta Umbría.
- Torre Canela en Isla Canela (Ayamonte).
- Torre del Catalán en Lepe.

## Últimas torres
En el siglo XVIII se construyeron algunas torres más en zonas desprotegidas como el litoral de la Provincia de Almería y las islas de Ibiza y Formentera. Asimismo, entre el siglo XVIII y el XIX se añadieron algunas torres más de refuerzo en las áreas ya protegidas por las campañas de fortificación anteriores. Existen también algunas de estas construcciones en las islas Canarias.

### Torres de vigilancia en las islas de Menorca, Ibiza y Formentera

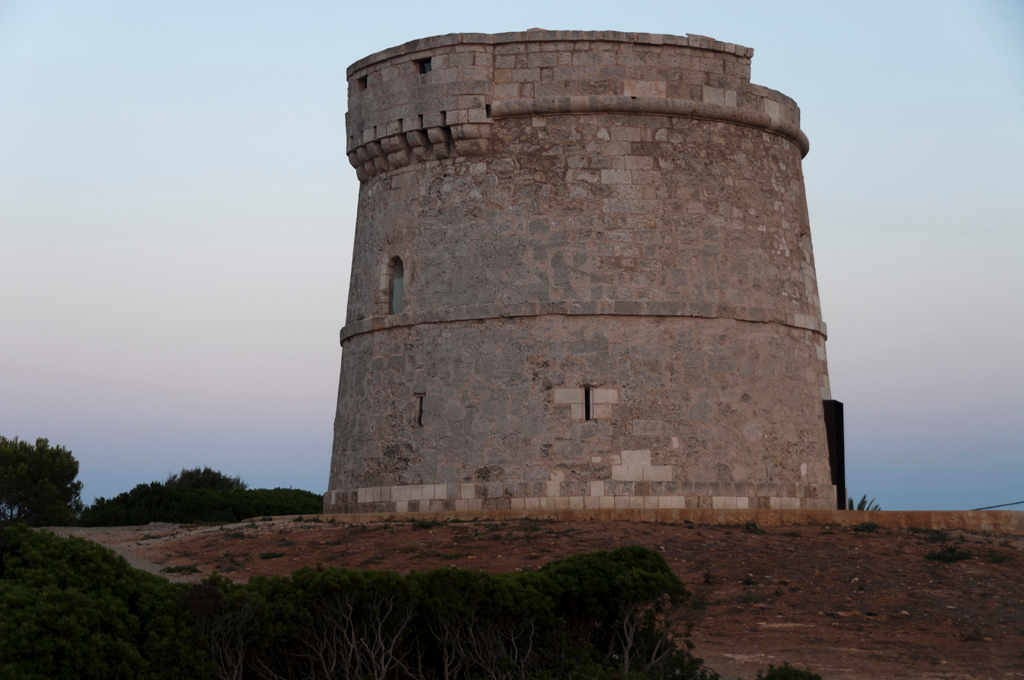
Torre de Punta Prima.

- Torre de Punta Prima situada al sur de la isla de Menorca, en el municipio de San Luis.

A partir de 1555 la ciudad de Ibiza fue fortificada con unas poderosas murallas y en las cercanías de la ciudad se construyeron dos torres vigía:
- Torre de ses portes. De forma circular, fue construida en el siglo XVI y contaba con tres cañones con los que defendía el sur de la isla de Ibiza.
- Torre des carregador. También de forma circular, protegía las salinas de Ibiza.

En el siglo XVIII se completó la defensa de todo el contorno litoral de las islas de Ibiza.
- Torre des savinar en el municipio de San José, finalizada en 1763 frente a la isla de Es Vedrá.
- Torre de comte, como la anterior en el municipio de San José y también finalizada en 1763.
- Torre des molar en el municipio de San Juan Bautista frente a la isla des Bosc obra del ingeniero Juan Ballester y Zafra.
- Torre de Portinatx en el pueblo de Portinatx en el municipio de San Juan Bautista
- Torre d'en valls en el municipio de Santa Eulalia del Río

En el siglo XVIII se fomenta la repoblación de la isla de Formentera, despoblada desde el siglo XIV, y para proteger a la población se inicia la construcción de cuatro torres vigías circulares:
- Torre des Garroveret situada en el Cabo de Barbaria al sur de la isla de Formentera
- Torre de Punta Prima situada al norte de la isla de Formentera.
- Torre des Pi des Català situada al sur de la isla de Formentera
- Torre de Sa Gavina situada en el este de la isla de Formentera.

El sistema defensivo consistía en 14 torres o atalayas que se levantaron en el perímetro de las islas Pitiusas (Ibiza y Formentera) entre los siglos XVI y XVIII, debido a la gran inseguridad frente a los ataques marítimos: primero de los turcos y piratas berberiscos y, posteriormente, de las flotas inglesas, francesas y holandesas.
Las torres construidas en la primera fase, durante los siglos XVI y XVII, son cuatro: Cargador de la Sal Rossa, ses Portes, y las de las iglesias de Santa Eulalia y San Antonio. No parecen seguir un mismo diseño, especialmente la de la iglesia de San Antonio, que es la única con planta rectangular.
Las otras diez torres: Espalmador, den Rovira, Punta Prima, de Campanitx, Pi des Catalá, Punta de la Gavina, Cap des Jueu, Puerto de Balansat, Puerto de Portinatx y Cap de Barbaria, se construyeron en una segunda fase en el siglo XVIII y siguen otro esquema. La torre de s'Espalmador es diferente de los dos grupos anteriores y actúa como transición entre ambas épocas, ya que se terminó 13 años antes que las otras nueve.
Además, entre los siglos XV y XVIII se construyeron torres de defensa prediales, ubicadas en áreas pobladas y con producción agrícola, y que normalmente se integran en la casa payesa. Son de forma circular o cuadrangular y constan de dos plantas con cubierta abovedada. Joan Ballester fue el encargado de dirigir la construcción de la mayoría de estas torres.
A partir del siglo XVIII, bajo el reinado de Carlos III de España, se comenzaron a construir torres de defensa costeras con el objetivo de crear un sistema defensivo en todo el litoral. Se colocaban torres alrededor de toda la isla, formando una red que permitía establecer comunicación visual entre los puntos más estratégicos de la costa. (Torres de defensa de Ibiza y Formentera).

### Torres de vigilancia en la provincia de Almería
- Torre Alhamilla, en Adra.

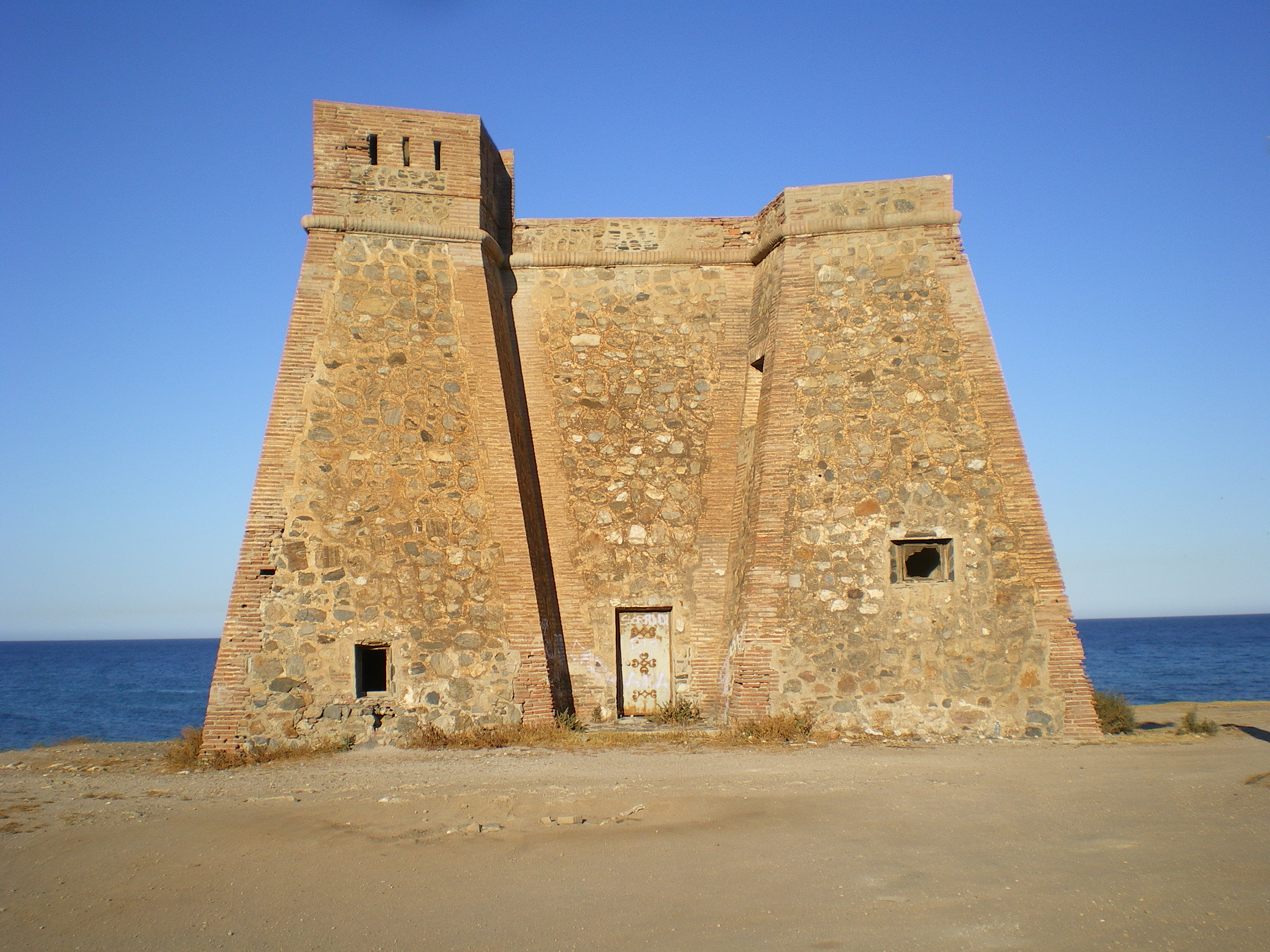
Torre de Macenas en Mojácar, provincia de Almería.

- Torre de Balerma, en Balerma, municipio de El Ejido, del siglo XVIII.
- Torre de Cárdenas, en el municipio de Almería, del siglo XVI.
- Torre de Cerrillos, compartida entre los municipios de Roquetas de Mar y El Ejido en Punta Entinas, municipio de El Ejido, del siglo XVI.
- Torre de Cristal (Villaricos), en Villaricos, municipio de Cuevas del Almanzora, del siglo XVIII.
- Torre García, en el municipio de Almería, del siglo XVI.
- Torre de Macenas, en el municipio de Mojácar, segunda mitad del siglo XVIII.
- Torre del Perdigal, en el municipio de Almería, siglo XVI.
- Torre del Pirulico, en Mojácar, siglos XII-XIV.
- Torre del Rayo, en el municipio de Carboneras.
- Torre de la Vela Blanca en el parque natural del Cabo de Gata-Níjar en el municipio de Níjar. Datada en 1593 y reconstruida hacía 1767. Se conserva en buen estado.

### Torres de vigilancia en la provincia de Las Palmas
- Castillo de San José (Arrecife)
- Castillo de San Gabriel (Arrecife)
- Torre de El Tostón o Castillo de El Cotillo o Castillo de Rico Roque (La Oliva)
- Castillo de la Luz (Las Palmas de Gran Canaria)
- Castillo de Mata o de Casa Mata (Las Palmas de Gran Canaria)
- Castillo de San Cristóbal o Torreón de San Pedro Mártir (Las Palmas de Gran Canaria)
- Fortaleza de Santa Catalina (Las Palmas de Gran Canaria)
- Castillo de San Francisco o del Rey (Las Palmas de Gran Canaria)
- Castillo del Romeral (San Bartolomé de Tirajana)
- Castillo de Santa Bárbara o de Guanapay (Teguise)

### Torres de vigilancia en la provincia de Santa Cruz de Tenerife

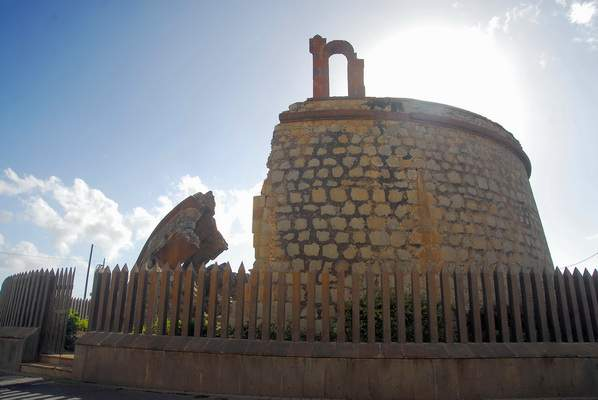
Castillo de San Andrés (Santa Cruz de Tenerife).

- Castillo de San Miguel o Torre de Garachico (Garachico)
- Castillo de San Felipe (Puerto de la Cruz)
- Castillo de Santa Catalina (Santa Cruz de la Palma)
- Primer Castillo de Santa Catalina (Santa Cruz de la Palma)
- Castillo de El Cabo (Santa Cruz de la Palma)
- Castillo de la Virgen (Santa Cruz de la Palma)
- Castillo de San Cristóbal (Santa Cruz de Tenerife)
- Castillo de San Juan Bautista o Castillo Negro (Santa Cruz de Tenerife)
- Castillo del Santo Cristo de Paso Alto (Santa Cruz de Tenerife)
- Castillo de San Francisco o Batería de San Francisco (Santa Cruz de Tenerife)
- Castillo del Bufadero (Santa Cruz de Tenerife)
- Torre de San Andrés (San Andrés, Santa Cruz de Tenerife)
- Castillo de San Joaquín (Santa Cruz de Tenerife)
- Fuerte de Almeyda (Santa Cruz de Tenerife)